# Phoenix Force (truyện tranh)
Phoenix Force là một thực thể vũ trụ hư cấu xuất hiện trong Marvel Comics.

## Tiểu sử
Phoenix Force là một thực thể bất tử, bất khả xâm phạm và là hiện thân bất định của sự sống sơ khai, có thể coi như con đẻ của vũ trụ. Nó có mối liên hệ với mọi dạng năng lượng psionic đang, hoặc đã từng xuất hiện trong mọi thực tại của vũ trụ; một Vệ sĩ của Tạo hóa, và là người bảo vệ không chính thức của khối pha lê M'Kraan. Phoenix Force cũng là một trong những sinh vật đáng sợ nhất toàn vũ trụ - do khả năng cắt đứt hoặc tái tạo bất kỳ thành phần nào trong vũ trụ, cũng như hủy diệt hoàn toàn, theo đúng như một phần mục đích tồn tại của nó: "Phán quyết Phượng Hoàng" - thiêu rụi những gì không hoạt động. Sự can thiệp của Phoenix Force dựa theo giả định: "cái không hoạt động" là những thứ trở nên trì trệ thay vì tiến hóa tự nhiên.
Vào những lúc hiện thân, Phoenix Force chu du khắp vũ trụ cũng như những sinh vật khác. Thuở ban đầu, nó chỉ là một quần thể năng lượng không có hình dáng rõ ràng, chỉ đến vài ngàn năm trước, khi nó đến Trái Đất và gặp một pháp sư tên Feron (người tôn thờ cái tên Phượng Hoàng trong truyền thuyết), Phoenix Force đã dựa theo sức tưởng tượng phi thường của Feron để chuyển thành hình dạng một con chim lửa như hiện tại ta thấy. Ông ta đã mượn năng lượng của Phoenix Force để xây dựng một cây trụ đá (stone pillar) (nhìn giống như một ngọn hải đăng) bắc ngang qua các vũ trụ (multiverse). Cây trụ trở thành ngọn hải đăng dẫn đường của nhóm siêu anh hùng Excalibur (có sự góp mặt của Rachel Summers). Phoenix Force rời Trái Đất, nhưng rồi được triệu hồi lại khi nó cảm nhận thấy tâm linh của một người đang vượt khỏi những giới hạn vật chất, một bộ não có thể tương thông với Phoenix Force. Đó là Jean Grey trẻ, người có thể dùng năng lực ngoại cảm để liên kết với tâm linh người bạn đã chết của cô, Annie Richards, giữ cho linh hồn Annie không đi sang thế giới bên kia. Phoenix Force dùng năng lượng của nó để bẻ gãy mối liên kết đó và luôn dõi theo Jean một cách sát sao, bởi nó cảm nhận một mối quan hệ gần gũi với dị nhân trẻ này. Nhiều năm sau, khi Jean đang hấp hối trên phi thuyền con thoi, tâm linh của cô đã cầu cứu sự giúp đỡ. Phoenix Force đáp lại lời kêu gọi đó và cứu Jean, biến đổi cô thành một Phượng Hoàng.
Theo tình tiết gốc, hiện thân Jean Grey của Phượng Hoàng không còn là một thực thể vũ trụ tách rời nữa, đổi lại Jean có được một khả năng tâm linh tối thượng, nhưng việc đó khiến cô bị huỷ hoại dần dần dưới sự cám dỗ của những kẻ địch như Mastermind và Emma Frost; đến khi không thể kềm chế được nguồn năng lượng khổng lồ trong người nữa, Jean trở nên điên cuồng. Cô trở thành Dark Phoenix (Phượng Hoàng Bóng Tối) và hủy diệt một hành tinh đông đúc cư dân, sau đó tự sát trên Mặt Trăng.
Nhằm đưa Jean trở lại vài năm sau đó, cốt truyện được lật lại, tiết lộ thêm về thực thể vũ trụ Phoenix Force. Nó đã sao chép Jean lên chính nó, tự bảo với bản thân rằng mình chính là Jean, và cư xử giống hệt như cô trong khi Jean thật vẫn đang nằm hôn mê dưới biển. Sự kiện này mở đường cho Jean sống lại làm thành viên của nhóm X-Factor. Tình tiết về sau được mở rộng theo Jean hoặc bản sao Phượng Hoàng tùy theo tác giả tập truyện vào từng thời điểm.
Một phần Phoenix Force kết hợp với Madelyne Pryor, một bản sao của Jean, cho tới khi cô ta tự sát và ý thức của Phoenix Force kết hợp trở lại với Jean vừa được cứu sống. Một người khác cũng chiếm hữu một phần Phoenix Force là Rachel Summers, con gái của Jean trong một tương lai song song (alternate future) sau sự kiện Days of Future Past (Ngày quá khứ của tương lai). Cô có thể liên lạc với Phoenix Force và cho phép nó chiếm hữu bản thân, để sử dụng trong giới hạn một phần năng lượng bao la của nó.
Về sau, khi Rachel Summers đã trở về tương lai, Jean lấy lại bí danh là Phoenix. Cô thậm chí có thể hiện thân dưới hình dạng chim Phượng Hoàng mà không cần vận dụng năng lượng. Trong tập truyện New X-Men, Jean và Phoenix Force hòa nhập làm một. Phoenix Force đã nói với giáo sư Xavier "Jean là nơi cư ngụ duy nhất của tôi"
Trong loạt truyện ngắn Phoenix: The Endsong (Phượng Hoàng: Bài ca cuối cùng), Phoenix Force trở lại Trái Đất và hồi sinh Jean Grey. Trải qua hàng loạt biến cố; bao gồm việc Jean buộc Wolverine giết cô, Jean tự giam mình trong băng, Phoenix Force chuyển sang cơ thể Emma Frost, và một phần nhóm X-Men bị mắc bẫy do chủng tộc Shi'ar tạo ra, Jean Grey tái xuất, kiểm soát Phoenix Force và cứu thoát cả nhóm. Diễn tiến sự việc dẫn tới một cuộc tấn công của Shi'ar chống lại Phoenix Force, và đó là một câu chuyện dang dở. Kết quả của nó được giải quyết trong Phoenix: The Warsong (Phượng Hoàng: Bài ca chiến tranh).
Loạt truyện cho thấy rằng Jean Grey là một thực thể khắng khít mà Phoenix Force coi là đại diện chính thống hay hiện thân vật lý của nó, xa hơn nữa, Phoenix Force uỷ quyền cho Jean sở hữu nó theo kiểu quan hệ ruột thịt hoặc ràng buộc tâm linh.
Những năm ở tương lai, khi Phoenix Force mang Rachel Summers vào vũ trụ để chữa thương, nó gặp Galactus, kẻ sống bằng cách nuốt chửng những ngôi sao, lúc đó đang ăn một hành tinh. Cuộc chiến giữa hai bên nổ ra và Phoenix Force chặn đứng Galactus. Không may, hành tinh mà nó cố cứu đã bị phá hủy bởi sức mạnh kết hợp của cả hai. Phoenix yêu cầu Galactus dừng tay vì hắn không còn đủ sức để tiếp tục nữa. Nó muốn hồi sinh lại hành tinh mà Galactus đang ăn và bị phá hủy sau trận chiến. Nhưng Galactus cũng chẳng phải tay vừa, bảo rằng nếu hắn là kẻ ăn ngấu nghiến các sinh mệnh trên hành tinh, thì Phoenix cũng chẳng tốt lành gì khi lần lượt hút năng lượng sống từ tương lai - giết đi vô số sinh vật đáng lẽ phải được sinh ra.

## Dark Phoenix
Nếu như Phoenix là ánh sáng và sự sống của vũ trụ, thì Dark Phoenix đại diện cho quyền lực và sự hủy diệt. Phoenix trở thành Dark Phoenix một khi nó bị những cảm xúc của con người che mờ lương tri. Lúc này Phoenix mạnh mẽ nhất, nhưng đồng thời cũng là hiện thân của quỷ dữ. Nó khao khát quyền năng và tàn phá. Hoàn toàn không thể kiểm soát, nó là một lực lượng nằm ngoài những ràng buộc lương tâm của loài người. Khi Dark Phoenix bay vào không gian, hình dáng một con chim lửa của nó có thể nhìn thấy từ khắp vũ trụ, thậm chí có thể gây sự chú ý của Chúa Trời. Lilandra từng nói rằng Dark Phoenix có thể phá hủy mọi sự tồn tại.
Dark Phoenix bắt đầu xuất hiện trong Dark Phoenix Saga (Truyền thuyết Phượng Hoàng Bóng Tối). Dưới những ảo giác tâm linh của Mastermind, Phoenix (tự cho là Jean Grey) đã gia nhập tổ chức Inner Circle của hội Hellfire Club với cái tên Black Queen. Nhóm X-Men cố gắng cứu 'Jean', nhưng những ảo giác của Mastermind đã khiến Black Queen nhìn họ thành những kẻ thù trong quá khứ - những cuộc khởi nghĩa, những nô lệ. Tin tưởng rằng những ảo giác sẽ đánh lừa được 'Jean', Mastermind giết Scott Summers trước mặt cô. Hành động khinh suất của Mastermind đã giải phóng 'Jean' khỏi những ảo ảnh. Cô cứu các Dị nhân và điên tiết với Mastermind. Những ảo giác của hắn đã làm Phoenix khám phá ra những cảm xúc tối tăm của con người: tham lam, quyền lực, giận dữ, tàn phá, và sự khao khát vô hạn. Các Dị nhân đánh bại Inner Circle, nhưng cơn thịnh nộ của Phoenix đã bùng phát. Cô ta trở mặt với Mastermind và cho hắn thấy quyền năng tối thượng của mình. Lúc này Mastermind không còn kiểm soát được tình hình nữa.
Các Dị nhân tiếp cận Phoenix, vẫn nghĩ đó là Jean, nhưng dưới lốt vỏ người phụ nữ họ quen biết và yêu mến giờ đây là một Dark Phoenix. Cô ta say sưa với sức mạnh và quyền năng hủy diệt vừa tìm thấy. Cô tấn công và dễ dàng khuất phục các dị nhân; tuy nhiên, cô không giết họ mà chỉ bay vào không gian để thoả mãn sự thèm muốn. Dark Phoenix lao vào một ngôi sao ngoài Thái Dương hệ và nuốt chửng nó. Ngôi sao bị hủy diệt cùng với năm tỉ cư dân.
Dark Phoenix trở lại Trái Đất, khao khát và hăm hở khám phá thêm những cảm xúc của con người. Cô ta đến nhà cũ của Jean và lại đụng độ với nhóm X-Men. Lần này các dị nhân - bao gồm cả giáo sư Xavier và phần ý thức của Jean - khuất phục được Dark Phoenix. Đúng lúc đó họ bị chuyển dịch lên tàu của người Shi'ar. Người Shi'ar định hành quyết Jean vì đã phá hủy một hành tinh. Các Dị nhân chiến đấu để cứu Jean, nhưng cuối cùng Dark Phoenix một lần nữa trỗi dậy, mặc dù còn yếu ớt. Ý thức của Jean đã kịp giữ lại quyền kiểm soát Dark Phoenix, đủ để người Shi'ar có thể kích hoạt vũ khí. Cuối cùng cô tự làm cho mình tan biến vào không trung.
Những năm về sau, mỗi khi năng lực của Jean bùng nổ, các đồng đội của cô lại e sợ một sự trở lại khác của Dark Phoenix, mặc dù Dark Phoenix thực sự chưa bao giờ là Jean. Sau một lần tái nhập với Phoenix Force, Jean đã trông thấy nhũng ký ức của Dark Phoenix và lương tâm cô luôn bị đè nặng về cái chết của năm tỉ người.
Lần gần nhất Dark Phoenix xuất hiện dưới hình dạng của chim Phượng Hoàng là trong loạt truyện ngắn Phượng Hoàng: Bài ca cuối cùng.

## Đặc điểm
Chiều cao: Không rõ

Trọng lượng: Không rõ

Mắt: Không rõ

Tóc: Không rõ

Biểu hiện khác thường: Xuất hiện với hình dạng chim Phượng Hoàng khổng lồ

## Quyền năng
Phoenix Force sở hữu một nguồn năng lượng vũ trụ vô hạn. Dù có hóa thân dưới vỏ bọc khác hay không, nó vẫn là một trong những thực thể hùng mạnh nhất của vũ trụ Marvel (Marvel Universe). Phoenix Force có thể hút lấy năng lượng của những cá thể sống sẽ sinh ra trong tương lai, ngăn cá thể đó ra đời. Nó dùng năng lượng này để tạo ra một lực chấn động khổng lồ. Nó có thể du hành xuyên không gian và thời gian bằng cách bao bọc nguồn năng lượng lại, gây ra sự sụp đổ để tạo thành một lỗ đen, sau đó nó sẽ biến hình và di chuyển đến đích mong muốn. Nó còn hấp thu trực tiếp năng lượng như luồng nhiệt phát ra từ mắt Cyclops hay toàn bộ năng lượng của mặt trời. Phoenix Force kiểm soát được sống chết của chính nó. Nhờ mối liên hệ với mọi dạng năng lượng psionic, nó có một khả năng tâm linh hùng mạnh, bao gồm năng lực ngoại cảm và di chuyển vật thể; do đó nó luôn chọn những cá thể có khả năng hấp thu năng lượng psionic để làm vật chủ. Một khi kết hợp với vật chủ, Phoenix Force khuếch đại khả năng của họ tới cấp độ không lường được. Nó biến đổi được các vật chất ở cấp độ dưới-nguyên-tử (như biến gỗ thành vàng, đá thành pha lê,...), chuyển dịch được mọi thứ qua một khoảng cách vô hạn. Năng lượng của nó phát huy mạnh nhất khi kết hợp với Jean Grey (người sở hữu một năng lực khó tin về ngoại cảm và điều khiển vật thể, hoàn toàn kiểm soát mọi thứ liên quan đến vật chất, năng lượng, và ý thức), cả hai có một lối liên hệ thần bí phi thường với nhau (Jean là hiện thân vật lý gần gũi nhất của nó). Nếu Phoenix Force bị tổn thương hoặc bị giết, nó sẽ biến hình thành một "quả trứng" năng lượng vũ trụ, ấp trong White Hot Room, và hoàn toàn lành lặn khi nở ra. Toàn bộ năng lực của nó đến giờ vẫn đang được khám phá.